# Марк Суіллій Неруллін
Марк Суі́ллій Неруллі́н (лат. Marcus Suillius Nerullinus; ? — після 70) — державний діяч часів Римської імперії. консул 50 року.

## Життєпис
Походив з роду вершників Суілліїв. Син Публія Суіллія Руфа, консула-суффекта 43 року. Про молоді роки мало відомостей. Зробив кар'єру завдяки прихильності імператора Клавдія до свого батька. У 50 році став консулом (разом з Гаєм Антістієм Ветом.
У 58 році після засудження батька був також притягнутий до суду — частково через ненависть до Публія Суіллія, частково через здирництво й хабарництво самого Нерулліна. Проте у 59 році особисто імператор Нерон виправдав Суіллія-молодшого, але відсторонив від державної служби. У 69 році імператора Гальба призначив Нерулліна на посаду проконсула провінції Азія. Того ж року підтримав Веспасіана у боротьбі за владу. Залишився на посаді ще у 70 році. Про подальшу долю немає відомостей.